# 托博利烏鄉
47°02′N 21°44′E / 47.033°N 21.733°E
托博利烏鄉（羅馬尼亞語：Comuna Toboliu, Bihor），是羅馬尼亞的鄉份，位於該國西北部，由比霍爾縣負責管轄，面積39平方公里，海拔高度94米，2011年人口2,088，人口密度每平方公里54人。